# Хрватски динар
Хрватски динар (хрв. Hrvatski dinar) назив је за валуту Републике Хрватске у периоду од 1991. до 1994. године. Кориштен је у Хрватској, изузев Српске Крајине, и на подручју под контролом Херцег-Босне. Влада Републике Хрватске је хрватски динар увела као замијену за југословенски динар и размјена је вршена у омјеру 1:1.
Новчанице имале су два различита изгледа на наличју и то за апоене од 1 до 10.000 динара и за апоене од 50.000 и 100.000 динара. Разликовали су се по боји и по номиналној вриједности. На лицу новчаница био је дубровачки научник Руђер Бошковић, а на наличју прочеље Загребачке катедрале и слика скулптуре Ивана Мештровића Повијест Хрвата.
Године 1994. хрватски динар у платном систему Хрватске замјењује хрватска куна.

## Историја
У Краљевини Срба, Хрвата и Словенаца од 1918. године новац је издавала Народна банка Краљевине СХС. Тада је кориштен динар, с мањом јединицом пара. Године 1939. успостављена је Бановина Хрватска, на темељу споразума Цветковић—Мачек. У споразуму с Народном банком Краљевине Југославије, Бановина би издавала властити новац, који би био у оптицају паралелно с југословенским динаром. Почетак Другог свјетског рата спријечио је реализацију планова паралелних валута. У Независној Држави Хрватској (1941—1945) употребљавала се куна, која се дијелила на 100 баница. Кованице (дизајнирао Иво Кердић) никада нису пуштене у оптицај због високе инфлације. Од краја Другог свјетског рата па до 1991. у Хрватској се употребљава југословенски динар. Хрватски динар пушта се, након проглашавања независности 25. јуна, у оптицај 23. децембра 1991. Замјена југословенског за хрватски динар у односу 1:1 обављена је у периоду од 23. до 31. децембра. Хиперинфлација је тада износила 1000% годишње све до до 1993. Уведен је стабилизацијски програм којим се куна веже за њемачку марку у односу од 4,444 HRK = 1 DM. Хрватска куна која је уведена у оптицај 30. маја 1994. године, замијенила је хрватски динар у односу 1:1000.

## Новчанице
Прва серија изашла је у оптицај на дан проглашења независности 8. октобра 1991. (хрв. 8. listopad 1991.) године у апоенима 1, 5, 10, 25, 100, 500 и 1000. Каснија издања, апоени од 2000, 5000 и 10.000 су имала одштампани датум 15. јануар 1992. (хрв. 15. siječanj 1992.), дан признања од стране чланица Европске уније . Поред тога апоени од 50.000 и 100.000 су имала одштампани датум 30. мај 1993. (хрв. 30. svibanj 1993.), тадашњи Дан државности. Новчанице су имале водени жиг, као и заштитни конац. Штампање новчаница је вршено офсет-техником. Новчанице су штампане на смеђе-жутом папиру, осим апоена од 25 динара. Апоени од 25 динара су штампани на истом папиру, као и новчанице апоена 5 шведских круна из 1965—1981. Због тога је у воденом жигу видљив број 5.
| Вриједност  | Аверс          | Реверс                                     | Димензије      | Прво издање       | Пуштање у оптицај  | Повлачење из оптицаја |
| ----------- | -------------- | ------------------------------------------ | -------------- | ----------------- | ------------------ | --------------------- |
| 1 HRD       | Руђер Бошковић | Загребачка катедрала                       | 105 mm × 55 mm | 8. октобар 1991.  | 23. децембар 1991. | 30. мај 1994.         |
| 5 HRD       | Руђер Бошковић | Загребачка катедрала                       | 105 mm × 55 mm | 8. октобар 1991.  | 23. децембар 1991. | 30. мај 1994.         |
| 10 HRD      | Руђер Бошковић | Загребачка катедрала                       | 105 mm × 55 mm | 8. октобар 1991.  | 23. децембар 1991. | 30. мај 1994.         |
| 25 HRD      | Руђер Бошковић | Загребачка катедрала                       | 110 mm × 62 mm | 8. октобар 1991.  | 23. децембар 1991. | 30. мај 1994.         |
| 100 HRD     | Руђер Бошковић | Загребачка катедрала                       | 110 mm × 62 mm | 8. октобар 1991.  | 23. децембар 1991. | 30. мај 1994.         |
| 500 HRD     | Руђер Бошковић | Загребачка катедрала                       | 130 mm 67× mm  | 8. октобар 1991.  | 23. децембар 1991. | 30. мај 1994.         |
| 1.000 HRD   | Руђер Бошковић | Загребачка катедрала                       | 130 mm × 67 mm | 8. октобар 1991.  | 23. децембар 1991. | 30. мај 1994.         |
| 2.000 HRD   | Руђер Бошковић | Скулптура Ивана Мештровића Повијест Хрвата | 130 mm × 67 mm | 15. фебруар 1992. | 1. октобар 1992.   | 30. мај 1994.         |
| 5.000 HRD   | Руђер Бошковић | Скулптура Ивана Мештровића Повијест Хрвата | 130 mm × 67 mm | 15. фебруар 1992. | 1. август 1992.    | 30. мај 1994.         |
| 10.000 HRD  | Руђер Бошковић | Скулптура Ивана Мештровића Повијест Хрвата | 130 mm × 67 mm | 15. фебруар 1992. | 10. мај 1993.      | 30. мај 1994.         |
| 50.000 HRD  | Руђер Бошковић | Скулптура Ивана Мештровића Повијест Хрвата | 130 mm × 67 mm | 30. мај 1993.     | 18. јун 1993.      | 30. мај 1994.         |
| 100.000 HRD | Руђер Бошковић | Скулптура Ивана Мештровића Повијест Хрвата | 130 mm × 70 mm | 30. мај 1993.     | 22. новембар 1993. | 30. мај 1994.         |